# 虹の橋 (詩)

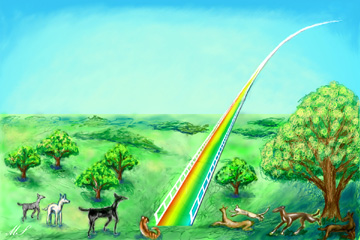
虹の橋 緑の野原と動物たち

虹の橋（にじのはし、英語：Rainbow Bridge）とは、エドナ・クライン=リーキーが1959年に著した散文詩（韻文）に付けられた便宜的名称または、詩中に登場する架空の場所のことである。
ペットの死後の世界がうたわれている。
人間と伴侶動物（ペット）がともに生活する場合、一般的にはペットの寿命が人間より短く、そのためペットとの死別はしばしば避けられない。飼い主の中には伴侶動物を家族同然と考える者も多く、ペットロスとなる人は少なくない。しかし、この詩を通じて、伴侶動物たちの死後の安らぎや、飼い主自身が死後にペットと再会する希望を知ることで、ペットロスからの解放の手助けになっている。

## 詩『虹の橋』
詩は次のような内容となっている。

## 詩と希望
『虹の橋』は、作者不詳の散文詩の主題として取り上げられているので有名である。作品は、1980年年代頃に作られたと考えられるが、正確な詩作の時期はなお不明である。この詩あるいは文章は、ペットを失った動物愛好家のあいだで広く知られるようになり、最初はアメリカで流布していたが、世界中に広がり、日本でもこの詩の原文や翻訳、またそのバリエーションも広がっている。
詩は、死んだペットの魂が、虹の橋のたもとにある一面に緑の草原が広がる楽園に行き、そこで元の飼い主を待っていると、うたっている。そして彼らの飼い主がまた世を去った日、この場所でペットと人々は再会し、虹の橋を共にわたって、天国へと入って行くと信じられている。

### 虹の橋の起源
死後のペットがその主人を待つ世界観を持っている宗教は存在していない。北欧神話に語られる「ビフレスト橋」が、神の国と人間の世界を繋ぐ「虹の橋」について伝えているが、ペットが生前の主人を待っている場所というわけではない。しかし、この世を越えた世界へと魂を導く場所としては類似性がある。
この現代の神話は、原作者不詳の韻文の物語が起源である。ペット愛好者や関係者が造るネット上の多数のコミュニティや動物愛好団体などにおいて、亡くなったペットは「橋のたもとで待っている」ともしばしば語られる。「橋のたもと」は英語では「At The Bridge」という表現であるので、このイニシャルによる頭字語であるATBを使って「ATB で待っている」とも言われる。

## 著作者と背景
世界中に広範囲に流通し、作品は世界に帰属するとも言えるほどであるが、この詩の原著作者は現在も確定していない。About.com の示唆するところでは、現時点で、3名の原作主張者が存在する。
- ポール・ダーム： アメリカオレゴン州のグリーフ・カウンセラーであるポール・C・ダーム（Paul C. Dahm）は、1981年に彼が詩を書いたのであり、1998年に『虹の橋』の名で書籍を出版した、と述べている[6]。
- ウィリアム・ブリトン： 『虹の橋の伝説』（原題：Legend of Rainbow Bridge、1994年）の著者であるウィリアム・N・ブリトン（William N. Britton）[7]。
- ウォレース・サイフ： 「ペットロスとペットとの死別協会」会長のドクター・ウォレース・サイフ（Dr. Wallace Sife）は、ウェブ・ページに詩作品『ペットはすべて天国に還る』（原題：All Pets Go to Heaven）を発表し、また著書『ペットを亡くすこと』（原題：The Loss of a Pet）で作品を記した[3]。

### インターネットで確認できる事実
インターネットにおいて最初に「虹の橋の散文詩」に言及しているのは、ニュースグループである「rec.pets.dogs」上に、1993年1月7日の日付で投稿された文章である。この投稿は、詩を『Mid-Atlantic Great Dane Rescue League Newsletter』の1992年（またはより早期の）号から引用したとしている。一方、「Mid-Atlantic Great Dane」は、この詩を「Akita Rescue Society of America」から引用したと述べている。1993年の「rec.pets.dogs」におけるその他の複数の投稿からすると、この時点ですでに、詩作品はインターネット上でよく知られており、詩からの一行の引用で、他のニュースグループの読者がそれと認めることが望めるぐらいに十分流布していたことが示唆されている。

### 真の作者の発見
アメリカの作家ポール・クードナリスが2023年2月に『ナショナル・ジオグラフィック』誌に発表した論文で、この詩の作者がエドナ・クライン・レキーであり、1959年にスコットランドで10代だった彼女が愛犬メジャーの死を悼むために書いたものであることが明らかになった。彼女は友人たちに渡すために自作をタイプし、友人たちに配った。その友人たちが感動して、そのコピーを拡散した。しかし、そのコピーには彼女の名前がなかったため、レインボーブリッジのアイデアを誰が考えたかは伝えられなかった。1994年、新聞で広く購読されているアドバイス・コラム『ディア・アビー』が、無記名で全文を掲載し、米国の読者に紹介された。その後、ペットを弔うサークルの定番となり、後にインターネットでも人気を博したという。

### 虹の橋の伝説

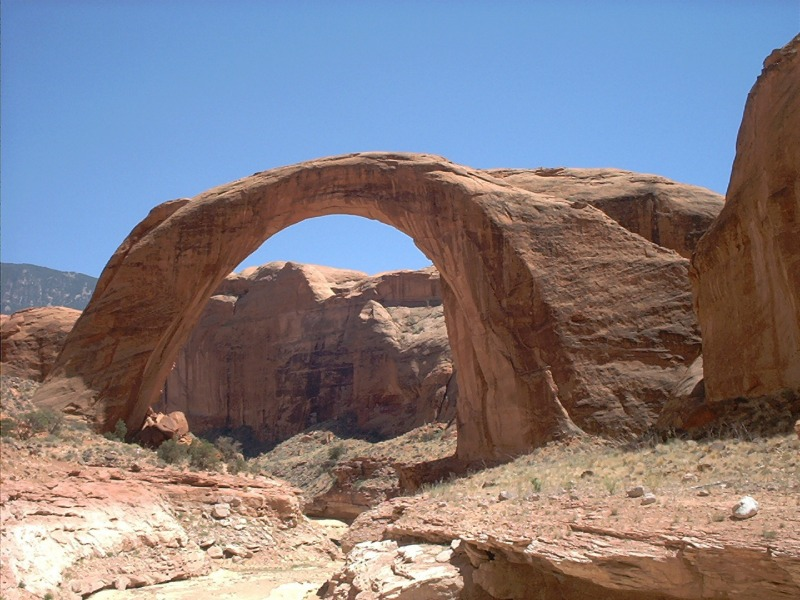
ユタ州の虹の橋

自然にでき、神話的にそう呼ばれている「虹の橋」は多数の場所に存在する。例えば、米国ユタ州に所在する「レインボーブリッジ国定公園」があり、またアメリカ先住民であり、サンタクルス島に居住するチュマシュ族の間で語られる「虹の橋の伝説」がある。ただし、これらは、ペットと元の飼い主が死後に再会するという「虹の橋」とは必ずしも直接的な関係はない。